# Texas Rio Grande Valley Vaqueros
UTRGV Vaqueros o UT Rio Grande Valley Vaqueros (español: Vaqueros de la Universidad de Texas Valle del Río Grande) es el nombre de los equipos deportivos de la Universidad de Texas Valle del Río Grande, situada en Edinburg, Texas. Los equipos de los Vaqueros participan en las competiciones universitarias organizadas por la NCAA, y forman parte de la Southland Conference. UTRGV formó un equipo de fútbol americano en 2024, jugando un calendario de exhibición en esa temporada antes de comenzar la competencia oficial en 2025.
Al ser la Universidad de Texas Valle del Río Grande el resultado de la fusión de las universidades Texas–Pan American y Texas–Brownsville, sus equipos también son producto de la unión de los Texas–Pan American Broncs, que ya competían en la Western Athletic Conference de la NCAA, y los Texas–Brownsville Ocelots, que competían en la Red River Athletic Conference de la NAIA. 

## Programa deportivo
Los Vaqueros compiten en 7 deportes masculinos y en 7 femeninos:
| - Masculino - Cross - Baloncesto - Béisbol - Fútbol - Fútbol americano – comienza en 2025 - Atletismo - Tenis - Golf | - Femenino - Cross - Baloncesto - Voleibol - Fútbol - Atletismo - Tenis - Golf |

## Instalaciones deportivas
- Robert and Janet Vackar Stadium, históricamente H-E-B Park, será la sede del equipo de fútbol americano una vez que comience la competición oficial en 2025. En 2024, UTRGV compró el estadio y le cambió el nombre en honor a un matrimonio que fueron importantes donantes de la universidad y su programa deportivo. Cuando se completen las renovaciones en 2025, el estadio tendrá una capacidad para 12.000 espectadores.[1]
- UTRGV Fieldhouse es el pabellón donde disputan sus partidos los equipos de baloncesto y voleibol. Fue construido en 1969 y renovado en diversas ocasiones, la última en 2013, y tiene una capacidad para 2.500 espectadores.[2]
- UTRGV Baseball Stadium, es el estadio donde disputan sus encuentros el equipo de béisbol. Fue inaugurado en 2001, y tiene una capacidad para 4.000 espectadores, ampliable hasta 16.000 para conciertos y otros eventos.[3]